# Torneo Invierno 1996 (México)
El Torneo de Invierno 1996 fue la edición LVI del campeonato de liga de la Primera División en la denominada "época profesional" del fútbol mexicano; Se trató del primer torneo corto, luego del cambio de formato de competencia, con el que se abrió la temporada 1996-97. Santos Laguna consiguió su primer campeonato en el fútbol mexicano tras vencer 4-3 al Necaxa.

## Formato de competencia
Los 18 equipos participantes se dividen en 4 grupos, dos de cinco integrantes y dos de cuatro. Juegan todos contra todos a una sola ronda, por lo que cada equipo jugó 17 partidos. Al finalizar la temporada regular califican a la liguilla los 2 primeros lugares de cada grupo; si hubiera 1 o 2 clubes (no ubicados en esos dos primeros puestos) de un sector, con mejor desempeño estadístico que algún líder o sublíder de otro grupo, estos se medirán en la fase de reclasificación o repechaje en duelos a eliminación directa.

### Fase de calificación
En la fase de calificación participan los 18 clubes de la primera división profesional jugando todos contra todos durante las 17 jornadas respectivas, a un solo partido. Se observará el sistema de puntos. La ubicación en la tabla general está sujeta a lo siguiente:
1. Por juego ganado se obtendrán tres puntos.
2. Por juego empatado se obtendrá un punto.
3. Por juego perdido no se otorgan puntos.

El orden de los clubes al final de la Fase de Calificación del torneo corresponderá a la suma de los puntos obtenidos por cada uno de ellos y se presentará en forma descendente. Si al finalizar las 17 jornadas del torneo, dos o más clubes estuviesen empatados en puntos, su posición en la Tabla General será determinada atendiendo a los siguientes criterios de desempate:
1. Mejor diferencia entre los goles anotados y recibidos
2. Mayor número de goles anotados
3. Marcadores particulares entre los clubes empatados
4. Mayor número de goles anotados como visitante
5. Mejor ubicación en la Tabla General de Cocientes
6. Tabla Fair Play
7. Sorteo

### Fase final
Califican a la liguilla los 2 primeros lugares de cada grupo; si hubiera 1 o 2 clubes (no ubicados en esos dos primeros puestos) de un sector, con mejor desempeño estadístico que algún líder o sublíder de otro grupo, estos se medirán en la fase de reclasificación o repechaje en duelos a eliminación directa.
1.º vs 8.º 

2.º vs 7.º 

3.º vs 6.º 

4.º vs 5.º
En semifinales participarán los cuatro clubes vencedores de cuartos de final, reubicándolos del uno al cuatro, de acuerdo a su mejor posición en la Tabla General de Clasificación al término de la jornada 17, enfrentándose 1.º vs 4.º y 2.º vs 3.º.
Disputarán el título de Campeón del Torneo Invierno 1996 los dos clubes vencedores de la fase semifinal.
Todos los partidos de esta fase serán en formato de ida y vuelta, eligiendo siempre el club que haya quedado mejor ubicado en la Tabla General de Clasificación el horario de su partido como local. 
El criterio usado para definir una clasificación en las rondas de reclasificación, cuartos de final y semifinales en caso de empate global será otorgar está al equipo con mejor posición en la tabla general al final de la fase regular. En cuanto a la final, un empate global luego del juego de vuelta, será dirimido con dos tiempos extras de 15 minutos cada uno, contando con la posibilidad del Gol de oro, y posteriormente Tiros desde el punto penal, hasta que se produjera un ganador.

## Equipos por Entidad Federativa
Para la temporada 1996-1997, la entidad federativa de la República Mexicana con más equipos profesionales en la Primera División fue la Ciudad de México con 5, seguida de Jalisco con 3, Guanajuato, y el Estado de México con 2.
| Santos Monterrey Atlético Morelia Atlas Guadalajara U.A.G León Celaya Necaxa Puebla Toluca Neza América Cruz Azul UNAM Pachuca Atlante Veracruz | \| Entidad Federativa \| N.º \| Equipos \| \| ------------------ \| --- \| ------------------------------------------ \| \| Distrito Federal \| 5 \| América, Cruz Azul, UNAM, Atlante y Necaxa \| \| Jalisco \| 3 \| Atlas, Tecos y Guadalajara \| \| Guanajuato \| 2 \| León y Celaya \| \| Estado de México \| 2 \| Toluca y Toros Neza \| \| Coahuila \| 1 \| Santos \| \| Nuevo León \| 1 \| Monterrey \| \| Michoacán \| 1 \| Morelia \| \| Puebla \| 1 \| Puebla \| \| Hidalgo \| 1 \| Pachuca \| \| Veracruz \| 1 \| Veracruz \| |                                            |
| Entidad Federativa | N.º | Equipos                                    |
| Distrito Federal | 5 | América, Cruz Azul, UNAM, Atlante y Necaxa |
| Jalisco | 3 | Atlas, Tecos y Guadalajara                 |
| Guanajuato | 2 | León y Celaya                              |
| Estado de México | 2 | Toluca y Toros Neza                        |
| Coahuila | 1 | Santos                                     |
| Nuevo León | 1 | Monterrey                                  |
| Michoacán | 1 | Morelia                                    |
| Puebla | 1 | Puebla                                     |
| Hidalgo | 1 | Pachuca                                    |
| Veracruz | 1 | Veracruz                                   |

## Información de los equipos
| Equipo           | Ciudad                                  | Estadio                | Capacidad |
| ---------------- | --------------------------------------- | ---------------------- | --------- |
| América          | México, D. F.                           | Azteca                 | 114,600   |
| Atlante          | México, D.F.                            | Azteca                 | 114,600   |
| Atlas            | Guadalajara, Jalisco                    | Jalisco                | 56,000    |
| Celaya           | Celaya, Guanajuato                      | Miguel Alemán Valdés   | 23,000    |
| Cruz Azul        | México, D. F.                           | Azul                   | 36,000    |
| Guadalajara      | Guadalajara, Jalisco                    | Jalisco                | 56,000    |
| León             | León, Guanajuato                        | Nou Camp               | 30,000    |
| Monterrey        | Monterrey, Nuevo León                   | Tecnológico            | 38,000    |
| Atlético Morelia | Morelia, Michoacán                      | Morelos                | 39,000    |
| Necaxa           | México, D. F.                           | Azteca                 | 114,600   |
| Pachuca          | Pachuca, Hidalgo                        | Hidalgo                | 30,000    |
| Puebla           | Puebla, Puebla                          | Cuauhtémoc             | 36,000    |
| Santos           | Torreón, Coahuila                       | Corona                 | 18,000    |
| Tecos            | Zapopan, Jalisco                        | Tres de Marzo          | 25,000    |
| Toluca           | Toluca, Estado de México                | La Bombonera           | 27,000    |
| Toros Neza       | Ciudad Nezahualcóyotl, Estado de México | Neza 86                | 30,000    |
| UNAM             | México, D. F.                           | Olímpico Universitario | 66,000    |
| Veracruz         | Veracruz, Veracruz                      | Luis Pirata Fuente     | 30,000    |

## Fase regular
| UAG         | 0 - 1 | Atlas      | Tres de Marzo        | 9 de agosto  | 20:30 |
| Cruz Azul   | 3 - 0 | Toros Neza | Azul                 | 10 de agosto | 17:00 |
| Puebla      | 2 - 1 | Toluca     | Cuauhtémoc           | 10 de agosto | 20:00 |
| Celaya      | 0 - 0 | Monterrey  | Miguel Alemán Valdez | 10 de agosto | 20:15 |
| Atlante     | 3 - 0 | Veracruz   | Azteca               | 11 de agosto | 12:00 |
| Morelia     | 1 - 1 | León       | Morelos              | 11 de agosto | 12:00 |
| Pachuca     | 2 - 2 | Necaxa     | Hidalgo              | 11 de agosto | 12:00 |
| Guadalajara | 2 - 0 | UNAM       | Jalisco              | 11 de agosto | 12:00 |
| Santos      | 1 - 0 | América    | Corona               | 11 de agosto | 16:00 |

| Monterrey  | 0 - 1 | Santos      | Tecnológico            | 16 de agosto | 21:00 |
| Toluca     | 5 - 0 | UAG         | Nemesio Díez           | 17 de agosto | 15:00 |
| Veracruz   | 1 - 1 | Celaya      | Luis "Pirata" Fuente   | 17 de agosto | 16:00 |
| Necaxa     | 1 - 2 | Atlante     | Azteca                 | 17 de agosto | 17:00 |
| León       | 0 - 0 | Guadalajara | León                   | 17 de agosto | 20:45 |
| UNAM       | 1 - 2 | Cruz Azul   | Olímpico Universitario | 18 de agosto | 12:00 |
| Atlas      | 5 - 1 | Pachuca     | Jalisco                | 18 de agosto | 12:00 |
| Toros Neza | 0 - 3 | Puebla      | Neza 86                | 18 de agosto | 15:00 |
| América    | 5 - 1 | Morelia     | Azteca                 | 20 de agosto | 20:45 |

| Cruz Azul   | 2 - 2 | León       | Azul                 | 24 de agosto     | 17:00 |
| UAG         | 1 - 2 | Toros Neza | Tres de Marzo        | 24 de agosto     | 17:00 |
| Puebla      | 2 - 1 | UNAM       | Cuauhtémoc           | 24 de agosto     | 20:00 |
| Monterrey   | 2 - 1 | Veracruz   | Tecnológico          | 24 de agosto     | 21:00 |
| Atlante     | 1 - 1 | Atlas      | Azteca               | 25 de agosto     | 12:00 |
| Pachuca     | 3 - 0 | Toluca     | Hidalgo              | 25 de agosto     | 12:00 |
| Guadalajara | 5 - 0 | América    | Jalisco              | 25 de agosto     | 12:00 |
| Santos      | 2 - 1 | Morelia    | Corona               | 25 de agosto     | 16:00 |
| Celaya      | 1 - 2 | Necaxa     | Miguel Alemán Valdez | 10 de septiembre | 20:15 |

| Necaxa     | 3 - 0 | Monterrey   | Azteca                 | 20 de agosto     | 18:45 |
| UNAM       | 1 - 2 | UAG         | Olímpico Universitario | 30 de agosto     | 17:00 |
| Veracruz   | 0 - 0 | Santos      | Luis "Pirata" Fuente   | 31 de agosto     | 16:00 |
| León       | 1 - 1 | Puebla      | León                   | 31 de agosto     | 20:45 |
| Atlas      | 2 - 1 | Celaya      | Jalisco                | 31 de agosto     | 20:45 |
| Morelia    | 1 - 4 | Guadalajara | Morelos                | 1 de septiembre  | 12:00 |
| Toros Neza | 5 - 2 | Pachuca     | Neza 86                | 1 de septiembre  | 15:00 |
| América    | 2 - 1 | Cruz Azul   | Azteca                 | 10 de septiembre | 20:45 |
| Toluca     | 0 - 0 | Atlante     | Nemesio Díez           | 11 de septiembre | 15:00 |

| Monterrey | 0 - 0 | Atlas       | Tecnológico          | 6 de septiembre | 21:00 |
| Veracruz  | 1 - 1 | Necaxa      | Luis "Pirata" Fuente | 7 de septiembre | 16:00 |
| Puebla    | 1 - 0 | América     | Cuauhtémoc           | 7 de septiembre | 17:00 |
| Cruz Azul | 1 - 1 | Morelia     | Azul                 | 7 de septiembre | 17:00 |
| UAG       | 0 - 1 | León        | Tres de Marzo        | 7 de septiembre | 17:00 |
| Celaya    | 0 - 1 | Toluca      | Miguel Alemán Valdés | 7 de septiembre | 20:15 |
| Pachuca   | 0 - 0 | UNAM        | Hidalgo              | 8 de septiembre | 12:00 |
| Atlante   | 0 - 1 | Toros Neza  | Azteca               | 8 de septiembre | 12:00 |
| Santos    | 1 - 1 | Guadalajara | Francisco Villa      | 8 de septiembre | 15:00 |

| Toluca      | 1 - 0 | Monterrey | Nemesio Diez           | 14 de septiembre | 15:00 |
| Morelia     | 2 - 2 | Puebla    | Morelos                | 14 de septiembre | 16:00 |
| Atlas       | 1 - 2 | Veracruz  | Jalisco                | 14 de septiembre | 20:45 |
| León        | 2 - 2 | Pachuca   | León                   | 14 de septiembre | 20:45 |
| UNAM        | 1 - 3 | Atlante   | Olímpico Universitario | 15 de septiembre | 12:00 |
| Toros Neza  | 1 - 2 | Celaya    | Neza 86                | 16 de septiembre | 16:00 |
| Guadalajara | 1 - 0 | Cruz Azul | Jalisco                | 2 de octubre     | 20:45 |
| América     | 2 - 2 | UAG       | Azteca                 | 9 de octubre     | 20:45 |
| Necaxa      | 0 - 1 | Santos    | Azteca                 | 24 de octubre    | 20:45 |

| Santos    | 0 - 2 | Cruz Azul   | Corona               | 15 de septiembre | 16:00 |
| UAG       | 1 - 0 | Morelia     | 3 de marzo           | 20 de septiembre | 20:30 |
| Veracruz  | 1 - 1 | Toluca      | Luis "Pirata" Fuente | 21 de septiembre | 16:00 |
| Celaya    | 0 - 1 | UNAM        | Miguel Alemán Valdés | 21 de septiembre | 18:00 |
| Atlante   | 1 - 0 | León        | Azteca               | 22 de septiembre | 12:00 |
| Puebla    | 1 - 1 | Guadalajara | Cuauhtémoc           | 24 de septiembre | 20:00 |
| Necaxa    | 0 - 2 | Atlas       | Azteca               | 25 de septiembre | 20:45 |
| Monterrey | 5 - 1 | Toros Neza  | Tecnológico          | 25 de septiembre | 21:00 |
| Pachuca   | 2 - 2 | América     | Hidalgo              | 25 de septiembre | 21:00 |

| Toluca      | 2 - 0 | Necaxa    | Nemesio Diez           | 28 de septiembre | 15:00 |
| Cruz Azul   | 3 - 1 | Puebla    | Azul                   | 28 de septiembre | 17:00 |
| Atlas       | 1 - 1 | Santos    | Jalisco                | 28 de septiembre | 20:45 |
| León        | 4 - 1 | Celaya    | León                   | 28 de septiembre | 20:45 |
| América     | 1 - 2 | Atlante   | Azteca                 | 29 de septiembre | 12:00 |
| Guadalajara | 4 - 1 | UAG       | Jalisco                | 29 de septiembre | 12:00 |
| Morelia     | 3 - 0 | Pachuca   | Morelos                | 29 de septiembre | 12:00 |
| Toros Neza  | 2 - 0 | Veracruz  | Neza 86                | 29 de septiembre | 15:00 |
| UNAM        | 1 - 1 | Monterrey | Olímpico Universitario | 30 de septiembre | 17:00 |

| Monterrey | 1 - 0 | León        | Tecnológico          | 3 de octubre  | 21:00 |
| Veracruz  | 1 - 1 | UNAM        | Luis "Pirata" Fuente | 5 de octubre  | 16:00 |
| Necaxa    | 2 - 0 | Toros Neza  | Azteca               | 5 de octubre  | 17:00 |
| Atlas     | 1 - 1 | Toluca      | Jalisco              | 5 de octubre  | 20:45 |
| Pachuca   | 0 - 2 | Guadalajara | Hidalgo              | 6 de octubre  | 12:00 |
| Atlante   | 2 - 0 | Morelia     | Azteca               | 6 de octubre  | 12:00 |
| UAG       | 1 - 1 | Cruz Azul   | 3 de Marzo           | 6 de octubre  | 12:00 |
| Santos    | 1 - 0 | Puebla      | Corona               | 6 de octubre  | 16:00 |
| Celaya    | 0 - 2 | América     | Miguel Alemán Valdés | 23 de octubre | 20:15 |

| Toluca      | 0 - 2 | Santos    | Nemesio Diez           | 12 de octubre | 15:00 |
| Puebla      | 5 - 2 | UAG       | Cuauhtémoc             | 12 de octubre | 17:00 |
| Cruz Azul   | 1 - 2 | Pachuca   | Azul                   | 12 de octubre | 17:00 |
| América     | 2 - 0 | Monterrey | Azteca                 | 12 de octubre | 20:45 |
| León        | 2 - 1 | Veracruz  | León                   | 12 de octubre | 20:45 |
| UNAM        | 0 - 1 | Necaxa    | Olímpico Universitario | 13 de octubre | 12:00 |
| Guadalajara | 1 - 0 | Atlante   | Jalisco                | 13 de octubre | 12:00 |
| Morelia     | 1 - 2 | Celaya    | Morelos                | 13 de octubre | 12:00 |
| Toros Neza  | 6 - 2 | Atlas     | Neza 86                | 13 de octubre | 15:00 |

| Monterrey | 0 - 3 | Morelia     | Tecnológico          | 18 de octubre | 21:00 |
| Toluca    | 1 - 0 | Toros Neza  | Nemesio Diez         | 19 de octubre | 15:00 |
| Veracruz  | 1 - 0 | América     | Luis "Pirata" Fuente | 19 de octubre | 16:00 |
| Necaxa    | 0 - 0 | León        | Azteca               | 19 de octubre | 17:00 |
| Celaya    | 3 - 0 | Guadalajara | Miguel Alemán Valdés | 19 de octubre | 20:15 |
| Atlas     | 2 - 2 | UNAM        | Jalisco              | 19 de octubre | 20:45 |
| Pachuca   | 3 - 4 | Puebla      | Hidalgo              | 20 de octubre | 12:00 |
| Atlante   | 3 - 1 | Cruz Azul   | Azteca               | 20 de octubre | 12:00 |
| Santos    | 1 - 2 | UAG         | Corona               | 20 de octubre | 16:00 |

| UNAM        | 0 - 3 | Toluca    | Olímpico Universitario | 25 de octubre | 17:00 |
| UAG         | 1 - 1 | Pachuca   | 3 de marzo             | 25 de octubre | 20:30 |
| Puebla      | 2 - 3 | Atlante   | Cuauhtémoc             | 26 de octubre | 17:00 |
| Cruz Azul   | 2 - 3 | Celaya    | Azul                   | 26 de octubre | 17:00 |
| León        | 1 - 1 | Atlas     | León                   | 26 de octubre | 20:15 |
| Guadalajara | 3 - 1 | Monterrey | Jalisco                | 27 de octubre | 12:00 |
| América     | 1 - 1 | Necaxa    | Azteca                 | 27 de octubre | 12:00 |
| Toros Neza  | 2 - 3 | Santos    | Neza 86                | 27 de octubre | 15:00 |
| Morelia     | 0 - 2 | Veracruz  | Morelos                | 28 de octubre | 15:00 |

| Monterrey  | 1 - 0 | Cruz Azul   | Tecnológico          | 1 de noviembre | 21:00 |
| Toluca     | 2 - 3 | León        | Nemesio Diez         | 2 de noviembre | 15:00 |
| Veracruz   | 3 - 2 | Guadalajara | Luis "Pirata" Fuente | 2 de noviembre | 16:00 |
| Necaxa     | 2 - 1 | Morelia     | Azteca               | 2 de noviembre | 17:00 |
| Celaya     | 0 - 1 | Puebla      | Miguel Alemán Valdés | 2 de noviembre | 20:15 |
| Atlas      | 2 - 1 | América     | Jalisco              | 2 de noviembre | 20:45 |
| Atlante    | 1 - 0 | UAG         | Azteca               | 3 de noviembre | 12:00 |
| Toros Neza | 2 - 6 | UNAM        | Neza 86              | 3 de noviembre | 12:00 |
| Santos     | 2 - 1 | Pachuca     | Corona               | 3 de noviembre | 16:00 |

| UAG         | 5 - 2 | Celaya     | 3 de marzo             | 8 de noviembre  | 20:30 |
| Puebla      | 1 - 0 | Monterrey  | Cuauhtémoc             | 9 de noviembre  | 17:00 |
| Cruz Azul   | 0 - 0 | Veracruz   | Azul                   | 9 de noviembre  | 17:00 |
| Pachuca     | 1 - 2 | Atlante    | Hidalgo                | 9 de noviembre  | 19:00 |
| León        | 2 - 3 | Toros Neza | León                   | 9 de noviembre  | 20:15 |
| UNAM        | 2 - 2 | Santos     | Olímpico Universitario | 10 de noviembre | 12:00 |
| Guadalajara | 2 - 3 | Necaxa     | Jalisco                | 10 de noviembre | 12:00 |
| Morelia     | 1 - 2 | Atlas      | Morelos                | 10 de noviembre | 12:00 |
| América     | 1 - 2 | Toluca     | Azteca                 | 10 de noviembre | 20:00 |

| Veracruz   | 0 - 3 | Puebla      | Luis "Pirata" Fuente   | 13 de noviembre | 15:00 |
| Santos     | 1 - 0 | Atlante     | Corona                 | 13 de noviembre | 16:00 |
| Necaxa     | 3 - 3 | Cruz Azul   | Azteca                 | 13 de noviembre | 20:45 |
| Atlas      | 2 - 2 | Guadalajara | Jalisco                | 13 de noviembre | 20:45 |
| Monterrey  | 2 - 1 | UAG         | Tecnológico            | 13 de noviembre | 21:00 |
| Toluca     | 1 - 0 | Morelia     | Nemesio Diez           | 14 de noviembre | 15:00 |
| UNAM       | 1 - 0 | León        | Olímpico Universitario | 14 de noviembre | 15:00 |
| Toros Neza | 2 - 1 | América     | Neza 86                | 14 de noviembre | 15:00 |
| Celaya     | 3 - 2 | Pachuca     | Miguel Alemán Valdés   | 14 de noviembre | 20:45 |

| Puebla      | 1 - 2 | Necaxa     | Cuauhtémoc | 16 de noviembre | 17:00 |
| UAG         | 1 - 0 | Veracruz   | 3 de marzo | 16 de noviembre | 17:00 |
| Cruz Azul   | 4 - 1 | Atlas      | Azul       | 16 de noviembre | 17:00 |
| Guadalajara | 2 - 1 | Toluca     | Jalisco    | 17 de noviembre | 12:00 |
| Morelia     | 2 - 1 | Toros Neza | Morelos    | 17 de noviembre | 12:00 |
| Pachuca     | 2 - 2 | Monterrey  | Hidalgo    | 17 de noviembre | 12:00 |
| América     | 2 - 2 | UNAM       | Azteca     | 17 de noviembre | 12:00 |
| León        | 3 - 0 | Santos     | León       | 17 de noviembre | 12:00 |
| Atlante     | 6 - 0 | Celaya     | Azteca     | 18 de noviembre | 20:45 |

| Veracruz   | 0 - 1 | Pachuca     | Luis "Pirata" Fuente   | 23 de noviembre | 15:00 |
| Celaya     | 0 - 2 | Santos      | Miguel Alemán Valdés   | 23 de noviembre | 17:00 |
| Necaxa     | 1 - 0 | UAG         | Azteca                 | 23 de noviembre | 17:00 |
| Monterrey  | 0 - 1 | Atlante     | Tecnológico            | 23 de noviembre | 17:00 |
| Atlas      | 2 - 2 | Puebla      | 3 de marzo             | 24 de noviembre | 12:00 |
| Toros Neza | 2 - 1 | Guadalajara | Neza 86                | 24 de noviembre | 12:00 |
| Toluca     | 4 - 0 | Cruz Azul   | Nemesio Diez           | 24 de noviembre | 12:00 |
| León       | 2 - 2 | América     | León                   | 24 de noviembre | 12:00 |
| UNAM       | 3 - 2 | Morelia     | Olímpico Universitario | 24 de noviembre | 12:00 |

## Tabla general
| Pos. | Equipo           | Pts. | PJ | G  | E | P  | GF | GC | Dif. | Clasificación                   |
| ---- | ---------------- | ---- | -- | -- | - | -- | -- | -- | ---- | ------------------------------- |
| 1    | Atlante          | 38   | 17 | 12 | 2 | 3  | 30 | 11 | +19  | Cuartos de final de la liguilla |
| 2    | Santos (C)       | 34   | 17 | 10 | 4 | 3  | 21 | 15 | +6   | Cuartos de final de la liguilla |
| 3    | Guadalajara      | 31   | 17 | 9  | 4 | 4  | 33 | 19 | +14  | Cuartos de final de la liguilla |
| 4    | Puebla           | 31   | 17 | 9  | 4 | 4  | 32 | 22 | +10  | Cuartos de final de la liguilla |
| 5    | Toluca           | 30   | 17 | 9  | 3 | 5  | 26 | 15 | +11  | Cuartos de final de la liguilla |
| 6    | Necaxa           | 29   | 17 | 8  | 5 | 4  | 24 | 19 | +5   | Cuartos de final de la liguilla |
| 7    | Atlas            | 26   | 17 | 6  | 8 | 3  | 28 | 26 | +2   | Reclasificación a liguilla      |
| 8    | Toros Neza       | 24   | 17 | 8  | 0 | 9  | 30 | 36 | −6   | Reclasificación a liguilla      |
| 9    | León             | 23   | 17 | 5  | 8 | 4  | 24 | 19 | +5   | Reclasificación a liguilla      |
| 10   | Cruz Azul        | 20   | 17 | 5  | 5 | 7  | 26 | 26 | 0    |                                 |
| 11   | Monterrey        | 19   | 17 | 5  | 4 | 8  | 15 | 21 | −6   | Reclasificación a liguilla      |
| 12   | UNAM             | 18   | 17 | 4  | 6 | 7  | 23 | 27 | −4   |                                 |
| 13   | Veracruz         | 18   | 17 | 4  | 6 | 7  | 14 | 21 | −7   |                                 |
| 14   | Tecos UAG        | 18   | 17 | 5  | 3 | 9  | 20 | 30 | −10  |                                 |
| 15   | América          | 17   | 17 | 4  | 5 | 8  | 24 | 27 | −3   |                                 |
| 16   | Atlético Celaya  | 17   | 17 | 5  | 2 | 10 | 19 | 33 | −14  |                                 |
| 17   | Pachuca          | 15   | 17 | 3  | 6 | 8  | 25 | 36 | −11  |                                 |
| 18   | Atlético Morelia | 12   | 17 | 3  | 3 | 11 | 20 | 31 | −11  |                                 |

 Fuente: [cita requerida]

### Grupos

#### Grupo 1
| Pos. | Equipo     | Pts. | PJ | G  | E | P | GF | GC | Dif. | Clasificación                   |
| ---- | ---------- | ---- | -- | -- | - | - | -- | -- | ---- | ------------------------------- |
| 1    | Atlante    | 38   | 17 | 12 | 2 | 3 | 30 | 11 | +19  | Cuartos de final de la liguilla |
| 2    | Puebla     | 31   | 17 | 9  | 4 | 4 | 32 | 22 | +10  | Cuartos de final de la liguilla |
| 3    | Toros Neza | 24   | 17 | 8  | 0 | 9 | 30 | 36 | −6   | Reclasificación a liguilla      |
| 4    | Cruz Azul  | 20   | 17 | 5  | 5 | 7 | 26 | 26 | 0    |                                 |
| 5    | Veracruz   | 18   | 17 | 4  | 6 | 7 | 14 | 21 | −7   |                                 |

 Fuente: [cita requerida]

#### Grupo 2
| Pos. | Equipo           | Pts. | PJ | G | E | P  | GF | GC | Dif. | Clasificación                   |
| ---- | ---------------- | ---- | -- | - | - | -- | -- | -- | ---- | ------------------------------- |
| 1    | Necaxa           | 29   | 17 | 8 | 5 | 4  | 24 | 19 | +5   | Cuartos de final de la liguilla |
| 2    | León             | 23   | 17 | 5 | 8 | 4  | 24 | 19 | +5   | Reclasificación a liguilla      |
| 3    | América          | 17   | 17 | 4 | 5 | 8  | 24 | 27 | −3   |                                 |
| 4    | Pachuca          | 15   | 17 | 3 | 6 | 8  | 25 | 36 | −11  |                                 |
| 5    | Atlético Morelia | 12   | 17 | 3 | 3 | 11 | 20 | 31 | −11  |                                 |

 Fuente: [cita requerida]

#### Grupo 3
| Pos. | Equipo      | Pts. | PJ | G | E | P | GF | GC | Dif. | Clasificación                   |
| ---- | ----------- | ---- | -- | - | - | - | -- | -- | ---- | ------------------------------- |
| 1    | Guadalajara | 31   | 17 | 9 | 4 | 4 | 33 | 19 | +14  | Cuartos de final de la liguilla |
| 2    | Toluca      | 30   | 17 | 9 | 3 | 5 | 26 | 15 | +11  | Cuartos de final de la liguilla |
| 3    | Atlas       | 26   | 17 | 6 | 8 | 3 | 28 | 26 | +2   | Reclasificación a liguilla      |
| 4    | UNAM        | 18   | 17 | 4 | 6 | 7 | 23 | 27 | −4   |                                 |

 Fuente: [cita requerida]

#### Grupo 4
| Pos. | Equipo          | Pts. | PJ | G  | E | P  | GF | GC | Dif. | Clasificación                   |
| ---- | --------------- | ---- | -- | -- | - | -- | -- | -- | ---- | ------------------------------- |
| 1    | Santos (C)      | 34   | 17 | 10 | 4 | 3  | 21 | 15 | +6   | Cuartos de final de la liguilla |
| 2    | Monterrey       | 19   | 17 | 5  | 4 | 8  | 15 | 21 | −6   | Reclasificación a liguilla      |
| 3    | Tecos UAG       | 18   | 17 | 5  | 3 | 9  | 20 | 30 | −10  |                                 |
| 4    | Atlético Celaya | 17   | 17 | 5  | 2 | 10 | 19 | 33 | −14  |                                 |

 Fuente: [cita requerida]

## Tabla de cocientes
| Posición | Equipo      | 1994-95 | 1995-96 | I-1996 | Puntos | Juegos | Cociente |
| -------- | ----------- | ------- | ------- | ------ | ------ | ------ | -------- |
| 1        | Necaxa      | 46      | 55      | 29     | 130    | 85     | 1.5294   |
| 2        | Guadalajara | 52      | 43      | 31     | 126    | 85     | 1.4823   |
| 3        | Cruz Azul   | 48      | 56      | 20     | 124    | 85     | 1.4588   |
| 4        | América     | 51      | 46      | 17     | 114    | 85     | 1.3411   |
| 5        | Atlas       | 32      | 53      | 26     | 111    | 85     | 1.3058   |
| 6        | UNAM        | 41      | 50      | 18     | 109    | 85     | 1.2823   |
| 7        | Toros Neza  | 32      | 50      | 24     | 106    | 85     | 1.2470   |
| 8        | Santos      | 35      | 37      | 34     | 106    | 85     | 1.2470   |
| 9        | León        | 31      | 50      | 23     | 104    | 85     | 1.2470   |
| 10       | Atlante     | 33      | 33      | 38     | 104    | 85     | 1.2235   |
| 11       | Veracruz    | 35      | 50      | 18     | 103    | 85     | 1.2117   |
| 12       | Monterrey   | 33      | 51      | 19     | 103    | 85     | 1.2117   |
| 13       | Tecos       | 42      | 42      | 18     | 102    | 85     | 1.2000   |
| 14       | Celaya      | 0       | 52      | 17     | 69     | 64     | 1.0781   |
| 15       | Puebla      | 40      | 28      | 31     | 99     | 85     | 1.1647   |
| 16       | Toluca      | 28      | 37      | 30     | 95     | 85     | 1.1176   |
| 17       | Morelia     | 30      | 36      | 12     | 78     | 85     | 0.9176   |
| 18       | Pachuca     | 0       | 0       | 15     | 15     | 17     | 0.8823   |

## Reclasificación
| 27 de noviembre de 1996, 20:00 | León     | 1:2 (0:0) | Toros Neza                      | Estadio León, León            |                               |
|                                | Tita 64' | Reporte   | Arangio 61' · López Meneses 84' | Árbitro(s): Pascual Rebolledo | Árbitro(s): Pascual Rebolledo |

| 1 de diciembre de 1996, 15:00    | Toros Neza                      | 2:1 (1:1) (Global 4:2) | León       | Estadio UTN, Nezahualcóyotl   |                               |
|                                  | Mohamed 1' · Vázquez 59' (pen.) | Reporte                | Torres 20' | Árbitro(s): Armando Archundia | Árbitro(s): Armando Archundia |
| Toros Neza avanzó a la Liguilla. |                                 |                        |            |                               |                               |

| 27 de noviembre de 1996, 20:00 | Monterrey    | 1:5 (0:3) | Atlas                                                        | Estadio Tecnológico, Monterrey |                            |
|                                | Castillo 88' | Reporte   | Márquez 21' 90' · Lavallén 28' · Padilla 44' · Mascareño 61' | Árbitro(s): Eduardo Brizio     | Árbitro(s): Eduardo Brizio |

| 30 de noviembre de 1996, 20:45 | Atlas            | 1:2 (0:0) (Global 6:3) | Monterrey                  | Estadio Jalisco, Guadalajara |                              |
|                                | Duana 57' (pen.) | Reporte                | Morales 47' · Salvador 58' | Árbitro(s): León Padró Borja | Árbitro(s): León Padró Borja |
| Atlas avanzó a la Liguilla.    |                  |                        |                            |                              |                              |

## Liguilla
|  | Reclasificación                                                       | Reclasificación                                                       | Reclasificación                                                       | Reclasificación                                                       | Reclasificación                                                       |   |   | Cuartos de final                                              | Cuartos de final                                              | Cuartos de final                                              | Cuartos de final                                              | Cuartos de final                                              |   |   | Semifinales                                                    | Semifinales                                                    | Semifinales                                                    | Semifinales                                                    | Semifinales                                                    |  |   | Final                                                          | Final                                                          | Final                                                          | Final                                                          | Final                                                          |  |
|  | 27 de noviembre de 1996 (ida) 30 de nov. y 1 de dic. de 1996 (vuelta) | 27 de noviembre de 1996 (ida) 30 de nov. y 1 de dic. de 1996 (vuelta) | 27 de noviembre de 1996 (ida) 30 de nov. y 1 de dic. de 1996 (vuelta) | 27 de noviembre de 1996 (ida) 30 de nov. y 1 de dic. de 1996 (vuelta) | 27 de noviembre de 1996 (ida) 30 de nov. y 1 de dic. de 1996 (vuelta) |   |   | 4 de diciembre de 1996 (ida) 7 y 8 de diciembre de 1996 (ida) | 4 de diciembre de 1996 (ida) 7 y 8 de diciembre de 1996 (ida) | 4 de diciembre de 1996 (ida) 7 y 8 de diciembre de 1996 (ida) | 4 de diciembre de 1996 (ida) 7 y 8 de diciembre de 1996 (ida) | 4 de diciembre de 1996 (ida) 7 y 8 de diciembre de 1996 (ida) |   |   | 11 de diciembre de 1996 (ida) 15 de diciembre de 1996 (vuelta) | 11 de diciembre de 1996 (ida) 15 de diciembre de 1996 (vuelta) | 11 de diciembre de 1996 (ida) 15 de diciembre de 1996 (vuelta) | 11 de diciembre de 1996 (ida) 15 de diciembre de 1996 (vuelta) | 11 de diciembre de 1996 (ida) 15 de diciembre de 1996 (vuelta) |  |   | 19 de diciembre de 1996 (ida) 22 de diciembre de 1996 (vuelta) | 19 de diciembre de 1996 (ida) 22 de diciembre de 1996 (vuelta) | 19 de diciembre de 1996 (ida) 22 de diciembre de 1996 (vuelta) | 19 de diciembre de 1996 (ida) 22 de diciembre de 1996 (vuelta) | 19 de diciembre de 1996 (ida) 22 de diciembre de 1996 (vuelta) |  |
|  |                                                                       |                                                                       |                                                                       |                                                                       |                                                                       |   |   |                                                               |                                                               |                                                               |                                                               |                                                               |   |   |                                                                |                                                                |                                                                |                                                                |                                                                |  |   |                                                                |                                                                |                                                                |                                                                |                                                                |  |
|  |                                                                       |                                                                       |                                                                       |                                                                       |                                                                       |   |   |                                                               |                                                               |                                                               |                                                               |                                                               |   |   |                                                                |                                                                |                                                                |                                                                |                                                                |  |   |                                                                |                                                                |                                                                |                                                                |                                                                |  |
|  |                                                                       |                                                                       |                                                                       |                                                                       |                                                                       |   |   |                                                               |                                                               |                                                               |                                                               |                                                               |   |   |                                                                |                                                                |                                                                |                                                                |                                                                |  |   |                                                                |                                                                |                                                                |                                                                |                                                                |  |
|  |                                                                       |                                                                       |                                                                       |                                                                       |                                                                       |   |   |                                                               |                                                               |                                                               |                                                               |                                                               |   |   |                                                                |                                                                |                                                                |                                                                |                                                                |  |   |                                                                |                                                                |                                                                |                                                                |                                                                |  |
|  |                                                                       |                                                                       |                                                                       |                                                                       |                                                                       |   |   |                                                               |                                                               |                                                               |                                                               |                                                               |   |   |                                                                |                                                                |                                                                |                                                                |                                                                |  |   |                                                                |                                                                |                                                                |                                                                |                                                                |  |
|  |                                                                       | 2                                                                     | Santos Laguna                                                         | 1                                                                     | 3                                                                     | 4 |   |                                                               |                                                               |                                                               |                                                               |                                                               |   |   |                                                                |                                                                |                                                                |                                                                |                                                                |  |   |                                                                |                                                                |                                                                |                                                                |                                                                |  |
|  |                                                                       |                                                                       |                                                                       |                                                                       |                                                                       | 4 |   |                                                               |                                                               |                                                               |                                                               |                                                               |   |   |                                                                |                                                                |                                                                |                                                                |                                                                |  |   |                                                                |                                                                |                                                                |                                                                |                                                                |  |
|  |                                                                       |                                                                       | 7                                                                     | Atlas                                                                 | 1                                                                     | 1 | 2 |                                                               |                                                               |                                                               |                                                               |                                                               |   |   |                                                                |                                                                |                                                                |                                                                |                                                                |  |   |                                                                |                                                                |                                                                |                                                                |                                                                |  |
|  | 7                                                                     | Atlas                                                                 | 7                                                                     | Atlas                                                                 | 1                                                                     | 1 | 2 | 5                                                             | 1                                                             | 6                                                             |                                                               |                                                               |   |   |                                                                |                                                                |                                                                |                                                                |                                                                |  |   |                                                                |                                                                |                                                                |                                                                |                                                                |  |
|  | 7                                                                     | Atlas                                                                 |                                                                       |                                                                       |                                                                       |   |   |                                                               |                                                               | 6                                                             |                                                               |                                                               |   |   |                                                                |                                                                |                                                                |                                                                |                                                                |  |   |                                                                |                                                                |                                                                |                                                                |                                                                |  |
|  | 11                                                                    | Monterrey                                                             | 1                                                                     | 2                                                                     | 3                                                                     |   |   |                                                               |                                                               |                                                               |                                                               |                                                               |   |   |                                                                |                                                                |                                                                |                                                                |                                                                |  |   |                                                                |                                                                |                                                                |                                                                |                                                                |  |
|  | 11                                                                    | Monterrey                                                             | 1                                                                     | 2                                                                     | 3                                                                     |   |   |                                                               |                                                               |                                                               |                                                               |                                                               |   | 2 | Santos Laguna                                                  | 2                                                              | 3                                                              | 5                                                              |                                                                |  |   |                                                                |                                                                |                                                                |                                                                |                                                                |  |
|  |                                                                       |                                                                       |                                                                       |                                                                       |                                                                       |   |   |                                                               |                                                               |                                                               |                                                               |                                                               |   | 2 | Santos Laguna                                                  | 2                                                              | 3                                                              | 5                                                              |                                                                |  |   |                                                                |                                                                |                                                                |                                                                |                                                                |  |
|  |                                                                       |                                                                       | 8                                                                     | Toros Neza                                                            | 0                                                                     | 2 | 2 |                                                               |                                                               |                                                               |                                                               |                                                               |   |   |                                                                |                                                                |                                                                |                                                                |                                                                |  |   |                                                                |                                                                |                                                                |                                                                |                                                                |  |
|  |                                                                       |                                                                       | 8                                                                     | Toros Neza                                                            | 0                                                                     | 2 | 2 |                                                               |                                                               |                                                               |                                                               |                                                               |   |   |                                                                |                                                                |                                                                |                                                                |                                                                |  |   |                                                                |                                                                |                                                                |                                                                |                                                                |  |
|  |                                                                       |                                                                       |                                                                       |                                                                       |                                                                       |   |   |                                                               |                                                               |                                                               |                                                               |                                                               |   |   |                                                                |                                                                |                                                                |                                                                |                                                                |  |   |                                                                |                                                                |                                                                |                                                                |                                                                |  |
|  |                                                                       |                                                                       |                                                                       |                                                                       |                                                                       |   |   |                                                               |                                                               |                                                               |                                                               |                                                               |   |   |                                                                |                                                                |                                                                |                                                                |                                                                |  |   |                                                                |                                                                |                                                                |                                                                |                                                                |  |
|  |                                                                       | 1                                                                     | Atlante                                                               | 0                                                                     | 2                                                                     | 2 |   |                                                               |                                                               |                                                               |                                                               |                                                               |   |   |                                                                |                                                                |                                                                |                                                                |                                                                |  |   |                                                                |                                                                |                                                                |                                                                |                                                                |  |
|  |                                                                       |                                                                       |                                                                       |                                                                       |                                                                       | 2 |   |                                                               |                                                               |                                                               |                                                               |                                                               |   |   |                                                                |                                                                |                                                                |                                                                |                                                                |  |   |                                                                |                                                                |                                                                |                                                                |                                                                |  |
|  |                                                                       |                                                                       | 8                                                                     | Toros Neza                                                            | 4                                                                     | 5 | 9 |                                                               |                                                               |                                                               |                                                               |                                                               |   |   |                                                                |                                                                |                                                                |                                                                |                                                                |  |   |                                                                |                                                                |                                                                |                                                                |                                                                |  |
|  | 8                                                                     | Toros Neza                                                            | 8                                                                     | Toros Neza                                                            | 4                                                                     | 5 | 9 | 2                                                             | 2                                                             | 4                                                             |                                                               |                                                               |   |   |                                                                |                                                                |                                                                |                                                                |                                                                |  |   |                                                                |                                                                |                                                                |                                                                |                                                                |  |
|  | 8                                                                     | Toros Neza                                                            |                                                                       |                                                                       |                                                                       |   |   |                                                               |                                                               | 4                                                             |                                                               |                                                               |   |   |                                                                |                                                                |                                                                |                                                                |                                                                |  |   |                                                                |                                                                |                                                                |                                                                |                                                                |  |
|  | 9                                                                     | León                                                                  | 1                                                                     | 1                                                                     | 2                                                                     |   |   |                                                               |                                                               |                                                               |                                                               |                                                               |   |   |                                                                |                                                                |                                                                |                                                                |                                                                |  |   |                                                                |                                                                |                                                                |                                                                |                                                                |  |
|  | 9                                                                     | León                                                                  | 1                                                                     | 1                                                                     | 2                                                                     |   |   |                                                               |                                                               |                                                               |                                                               |                                                               |   |   |                                                                |                                                                |                                                                |                                                                |                                                                |  | 2 | Santos Laguna                                                  | 0                                                              | 4                                                              | 4                                                              |                                                                |  |
|  |                                                                       |                                                                       |                                                                       |                                                                       |                                                                       |   |   |                                                               |                                                               |                                                               |                                                               |                                                               |   |   |                                                                |                                                                |                                                                |                                                                |                                                                |  | 2 | Santos Laguna                                                  | 0                                                              | 4                                                              | 4                                                              |                                                                |  |
|  |                                                                       |                                                                       | 6                                                                     | Necaxa                                                                | 1                                                                     | 2 | 3 |                                                               |                                                               |                                                               |                                                               |                                                               |   |   |                                                                |                                                                |                                                                |                                                                |                                                                |  |   |                                                                |                                                                |                                                                |                                                                |                                                                |  |
|  |                                                                       |                                                                       | 6                                                                     | Necaxa                                                                | 1                                                                     | 2 | 3 |                                                               |                                                               |                                                               |                                                               |                                                               |   |   |                                                                |                                                                |                                                                |                                                                |                                                                |  |   |                                                                |                                                                |                                                                |                                                                |                                                                |  |
|  |                                                                       |                                                                       |                                                                       |                                                                       |                                                                       |   |   |                                                               |                                                               |                                                               |                                                               |                                                               |   |   |                                                                |                                                                |                                                                |                                                                |                                                                |  |   |                                                                |                                                                |                                                                |                                                                |                                                                |  |
|  |                                                                       |                                                                       |                                                                       |                                                                       |                                                                       |   |   |                                                               |                                                               |                                                               |                                                               |                                                               |   |   |                                                                |                                                                |                                                                |                                                                |                                                                |  |   |                                                                |                                                                |                                                                |                                                                |                                                                |  |
|  |                                                                       | 4                                                                     | Puebla                                                                | 2                                                                     | 0                                                                     | 2 |   |                                                               |                                                               |                                                               |                                                               |                                                               |   |   |                                                                |                                                                |                                                                |                                                                |                                                                |  |   |                                                                |                                                                |                                                                |                                                                |                                                                |  |
|  |                                                                       |                                                                       |                                                                       |                                                                       |                                                                       | 2 |   |                                                               |                                                               |                                                               |                                                               |                                                               |   |   |                                                                |                                                                |                                                                |                                                                |                                                                |  |   |                                                                |                                                                |                                                                |                                                                |                                                                |  |
|  |                                                                       |                                                                       | 5                                                                     | Toluca                                                                | 1                                                                     | 0 | 1 |                                                               |                                                               |                                                               |                                                               |                                                               |   |   |                                                                |                                                                |                                                                |                                                                |                                                                |  |   |                                                                |                                                                |                                                                |                                                                |                                                                |  |
|  |                                                                       |                                                                       | 5                                                                     | Toluca                                                                | 1                                                                     | 0 | 1 |                                                               |                                                               |                                                               |                                                               |                                                               |   |   |                                                                |                                                                |                                                                |                                                                |                                                                |  |   |                                                                |                                                                |                                                                |                                                                |                                                                |  |
|  |                                                                       |                                                                       |                                                                       |                                                                       |                                                                       |   |   |                                                               |                                                               |                                                               |                                                               |                                                               |   |   |                                                                |                                                                |                                                                |                                                                |                                                                |  |   |                                                                |                                                                |                                                                |                                                                |                                                                |  |
|  |                                                                       |                                                                       |                                                                       |                                                                       |                                                                       |   |   |                                                               |                                                               |                                                               |                                                               |                                                               |   |   |                                                                |                                                                |                                                                |                                                                |                                                                |  |   |                                                                |                                                                |                                                                |                                                                |                                                                |  |
|  |                                                                       |                                                                       |                                                                       |                                                                       |                                                                       |   |   |                                                               | 4                                                             | Puebla                                                        | 2                                                             | 1                                                             | 3 |   |                                                                |                                                                |                                                                |                                                                |                                                                |  |   |                                                                |                                                                |                                                                |                                                                |                                                                |  |
|  |                                                                       |                                                                       |                                                                       |                                                                       |                                                                       |   |   |                                                               |                                                               |                                                               |                                                               |                                                               | 3 |   |                                                                |                                                                |                                                                |                                                                |                                                                |  |   |                                                                |                                                                |                                                                |                                                                |                                                                |  |
|  |                                                                       |                                                                       | 6                                                                     | Necaxa                                                                | 3                                                                     | 4 | 7 |                                                               |                                                               |                                                               |                                                               |                                                               |   |   |                                                                |                                                                |                                                                |                                                                |                                                                |  |   |                                                                |                                                                |                                                                |                                                                |                                                                |  |
|  |                                                                       |                                                                       | 6                                                                     | Necaxa                                                                | 3                                                                     | 4 | 7 |                                                               |                                                               |                                                               |                                                               |                                                               |   |   |                                                                |                                                                |                                                                |                                                                |                                                                |  |   |                                                                |                                                                |                                                                |                                                                |                                                                |  |
|  |                                                                       |                                                                       |                                                                       |                                                                       |                                                                       |   |   |                                                               |                                                               |                                                               |                                                               |                                                               |   |   |                                                                |                                                                |                                                                |                                                                |                                                                |  |   |                                                                |                                                                |                                                                |                                                                |                                                                |  |
|  |                                                                       |                                                                       |                                                                       |                                                                       |                                                                       |   |   |                                                               |                                                               |                                                               |                                                               |                                                               |   |   |                                                                |                                                                |                                                                |                                                                |                                                                |  |   |                                                                |                                                                |                                                                |                                                                |                                                                |  |
|  |                                                                       | 3                                                                     | Guadalajara                                                           | 0                                                                     | 2                                                                     | 2 |   |                                                               |                                                               |                                                               |                                                               |                                                               |   |   |                                                                |                                                                |                                                                |                                                                |                                                                |  |   |                                                                |                                                                |                                                                |                                                                |                                                                |  |
|  |                                                                       |                                                                       |                                                                       |                                                                       |                                                                       | 2 |   |                                                               |                                                               |                                                               |                                                               |                                                               |   |   |                                                                |                                                                |                                                                |                                                                |                                                                |  |   |                                                                |                                                                |                                                                |                                                                |                                                                |  |
|  |                                                                       |                                                                       | 6                                                                     | Necaxa                                                                | 2                                                                     | 1 | 3 |                                                               |                                                               |                                                               |                                                               |                                                               |   |   |                                                                |                                                                |                                                                |                                                                |                                                                |  |   |                                                                |                                                                |                                                                |                                                                |                                                                |  |
|  |                                                                       |                                                                       | 6                                                                     | Necaxa                                                                | 2                                                                     | 1 | 3 |                                                               |                                                               |                                                               |                                                               |                                                               |   |   |                                                                |                                                                |                                                                |                                                                |                                                                |  |   |                                                                |                                                                |                                                                |                                                                |                                                                |  |
|  |                                                                       |                                                                       |                                                                       |                                                                       |                                                                       |   |   |                                                               |                                                               |                                                               |                                                               |                                                               |   |   |                                                                |                                                                |                                                                |                                                                |                                                                |  |   |                                                                |                                                                |                                                                |                                                                |                                                                |  |
|  |                                                                       |                                                                       |                                                                       |                                                                       |                                                                       |   |   |                                                               |                                                               |                                                               |                                                               |                                                               |   |   |                                                                |                                                                |                                                                |                                                                |                                                                |  |   |                                                                |                                                                |                                                                |                                                                |                                                                |  |
|  |                                                                       |                                                                       |                                                                       |                                                                       |                                                                       |   |   |                                                               |                                                               |                                                               |                                                               |                                                               |   |   |                                                                |                                                                |                                                                |                                                                |                                                                |  |   |                                                                |                                                                |                                                                |                                                                |                                                                |  |
|  |                                                                       |                                                                       |                                                                       |                                                                       |                                                                       |   |   |                                                               |                                                               |                                                               |                                                               |                                                               |   |   |                                                                |                                                                |                                                                |                                                                |                                                                |  |   |                                                                |                                                                |                                                                |                                                                |                                                                |  |

|                                    |
| Santos Laguna Campeón 1.er título. |

### Cuartos de final
| 4 de diciembre de 1996, 16:00 | Toros Neza                                        | 4:0 (2:0) | Atlante | Estadio UTN, Nezahualcóyotl   |                               |
|                               | Nidelson 22', 31' · Vázquez 77' (pen.) · Ruiz 80' | Reporte   |         | Árbitro(s): Felipe Ramos Rizo | Árbitro(s): Felipe Ramos Rizo |

| 7 de diciembre de 1996, 17:00    | Atlante                            | 2:5 (0:3) (Global 2:9) | Toros Neza                                               | Estadio Azteca, Ciudad de México                           |                                                            |
|                                  | Malibrán 55' · Carbajal 83' (pen.) | Reporte                | Nidelson 29', 47' · Ruiz 42' · Arangio 45' · Herrera 76' | Asistencia: 25 000 espectadores Árbitro(s): Eduardo Brizio | Asistencia: 25 000 espectadores Árbitro(s): Eduardo Brizio |
| Toros Neza avanzó a Semifinales. |                                    |                        |                                                          |                                                            |                                                            |

| 4 de diciembre de 1996, 20:45 | Atlas       | 1:1 (0:1) | Santos       | Estadio Jalisco, Guadalajara |                             |
|                               | Larrosa 88' | Reporte   | Borgetti 26' | Árbitro(s): Gilberto Alcalá  | Árbitro(s): Gilberto Alcalá |

| 8 de diciembre de 1996, 16:00 | Santos                                 | 3:1 (1:1) (Global 4:2) | Atlas     | Estadio Corona, Torreón       |                               |
|                               | Galindo 36' (pen.) · Borgetti 59', 87' | Reporte                | Duana 39' | Árbitro(s): Armando Archundia | Árbitro(s): Armando Archundia |
| Santos avanzó a Semifinales.  |                                        |                        |           |                               |                               |

| 4 de diciembre de 1996, 20:45 | Necaxa                          | 2:0 (2:0) | Guadalajara | Estadio Azteca, Ciudad de México |                               |
|                               | García Aspe 17' · Hernández 26' | Reporte   |             | Árbitro(s): Pascual Rebolledo    | Árbitro(s): Pascual Rebolledo |

| 8 de diciembre de 1996, 12:00 | Guadalajara                        | 2:1 (1:0) (Global 2:3) | Necaxa              | Estadio Jalisco, Guadalajara |                           |
|                               | J. Sánchez 21' · Suárez 56' (pen.) | Reporte                | Aguinaga 76' (pen.) | Árbitro(s): Arturo Brizio    | Árbitro(s): Arturo Brizio |
| Necaxa avanzó a Semifinales.  |                                    |                        |                     |                              |                           |

| 4 de diciembre de 1996, 15:00 | Toluca     | 1:2 (1:0) | Puebla                               | Estadio Nemesio Díez, Toluca |                             |
|                               | Rangel 43' | Reporte   | O. Blanco 46' (a.g.) · Marquinho 66' | Árbitro(s): Antonio Marrufo  | Árbitro(s): Antonio Marrufo |

| 7 de diciembre de 1996, 19:00 | Puebla | 0:0 (0:0) (Global 2:1) | Toluca | Estadio Cuauhtémoc, Puebla   |                              |
|                               |        | Reporte                |        | Árbitro(s): León Padró Borja | Árbitro(s): León Padró Borja |
| Puebla avanzó a Semifinales.  |        |                        |        |                              |                              |

### Semifinales
| 11 de diciembre de 1996, 16:00 | Toros Neza | 0:2 (0:0) | Santos                        | Estadio UTN, Nezahualcóyotl   |                               |
|                                |            | Reporte   | Adomaitis 56' · Caballero 58' | Árbitro(s): Pascual Rebolledo | Árbitro(s): Pascual Rebolledo |

| 15 de diciembre de 1996, 16:00 | Santos                 | 3:2 (1:0) (Global 5:2) | Toros Neza                 | Estadio Corona, Torreón   |                           |
|                                | Borgetti 30', 61', 79' | Reporte                | Virchis 55' · Nidelson 90' | Árbitro(s): Arturo Brizio | Árbitro(s): Arturo Brizio |
| Santos avanzó a la Final.      |                        |                        |                            |                           |                           |

| 11 de diciembre de 1996, 20:45 | Necaxa                                       | 3:2 (2:1) | Puebla                    | Estadio Azteca, Ciudad de México |                           |
|                                | Hernández 21' · Zárate 28' · García Aspe 71' | Reporte   | Marquinho 37' · Muñoz 51' | Árbitro(s): Arturo Brizio        | Árbitro(s): Arturo Brizio |

| 15 de diciembre de 1996, 12:00 | Puebla     | 1:4 (1:2) (Global 3:7) | Necaxa                                                           | Estadio Cuauhtémoc, Puebla    |                               |
|                                | Guzmán 12' | Reporte                | García Aspe 6' (pen.) · Aguinaga 35' · Peláez 68' · Alvarado 83' | Árbitro(s): Armando Archundia | Árbitro(s): Armando Archundia |
| Necaxa avanzó a la Final.      |            |                        |                                                                  |                               |                               |

### Final
| 19 de diciembre de 1996, 20:30 | Necaxa      | 1:0 (0:0) | Santos | Estadio Azteca, Ciudad de México                             |                                                              |
|                                | Galindo 77' | Reporte   |        | Asistencia: 100 000 espectadores Árbitro(s): Gilberto Alcalá | Asistencia: 100 000 espectadores Árbitro(s): Gilberto Alcalá |

| 22 de diciembre de 1996, 16:00           | Santos                                          | 4:2 (2:1) (Global 4:3) | Necaxa                     | Estadio Corona, Torreón                                   |                                                           |
|                                          | Gabriel 35' · Caballero 37', 62' · Borgetti 82' | Reporte                | Peláez 43' · Hernández 54' | Asistencia: 25 000 espectadores Árbitro(s): Arturo Brizio | Asistencia: 25 000 espectadores Árbitro(s): Arturo Brizio |
| Santos Campeón del Torneo Invierno 1996. |                                                 |                        |                            |                                                           |                                                           |

#### Ida
| 1     | POR   | Nicolás Navarro     |     |
| 20    | DEF   | José María Higareda |     |
| 15    | DEF   | Octavio Becerril    |     |
| 3     | DEF   | Eduardo Vilches     |     |
| 2     | DEF   | Juan Ramón Jara     |     |
| 7     | MED   | Álex Aguinaga       |     |
| 8     | MED   | Alberto García Aspe |     |
| 11    | MED   | Felipe Malibrán     | 60' |
| 10    | MED   | Sergio Zárate       |     |
| 9     | DEL   | Ricardo Peláez      |     |
| 12    | DEL   | Luis Hernández      |     |
| D. T. | D. T. | Manuel Lapuente     |     |

| 1     | POR   | José Miguel               |  |
| 13    | DEF   | Francisco Gabriel de Anda |  |
| 4     | DEF   | Pedro Muñoz               |  |
| 5     | DEF   | José Guadalupe Rubio      |  |
| 23    | DEF   | Ricardo Wagner De Souza   |  |
| 16    | MED   | Nicolás Ramírez           |  |
| 6     | MED   | Miguel España             |  |
| 7     | MED   | Benjamín Galindo          |  |
| 10    | MED   | Héctor Adomaitis          |  |
| 18    | DEL   | Jared Borgetti            |  |
| 9     | DEL   | Gabriel Caballero         |  |
| D. T. | D. T. | Alfredo Tena              |  |

| 13 | Delantero | Edson Alvarado | 60' |

| 77' | Benjamín Galindo | 1:0 |

| 78' · 84' | Alberto García Aspe Ricardo Peláez |

| 31' · 66' | Miguel España Francisco Gabriel de Anda |

| Principal | Gilberto Alcalá |

| 1     | POR   | Nicolás Navarro     |     |
| 20    | DEF   | José María Higareda |     |
| 15    | DEF   | Octavio Becerril    |     |
| 3     | DEF   | Eduardo Vilches     |     |
| 2     | DEF   | Juan Ramón Jara     |     |
| 7     | MED   | Álex Aguinaga       |     |
| 8     | MED   | Alberto García Aspe |     |
| 11    | MED   | Felipe Malibrán     | 60' |
| 10    | MED   | Sergio Zárate       |     |
| 9     | DEL   | Ricardo Peláez      |     |
| 12    | DEL   | Luis Hernández      |     |
| D. T. | D. T. | Manuel Lapuente     |     |

| 1     | POR   | José Miguel               |  |
| 13    | DEF   | Francisco Gabriel de Anda |  |
| 4     | DEF   | Pedro Muñoz               |  |
| 5     | DEF   | José Guadalupe Rubio      |  |
| 23    | DEF   | Ricardo Wagner De Souza   |  |
| 16    | MED   | Nicolás Ramírez           |  |
| 6     | MED   | Miguel España             |  |
| 7     | MED   | Benjamín Galindo          |  |
| 10    | MED   | Héctor Adomaitis          |  |
| 18    | DEL   | Jared Borgetti            |  |
| 9     | DEL   | Gabriel Caballero         |  |
| D. T. | D. T. | Alfredo Tena              |  |

| 13 | Delantero | Edson Alvarado | 60' |

| 77' | Benjamín Galindo | 1:0 |

| 78' · 84' | Alberto García Aspe Ricardo Peláez |

| 31' · 66' | Miguel España Francisco Gabriel de Anda |

| Principal | Gilberto Alcalá |

| 1     | POR   | Nicolás Navarro     |     |
| 20    | DEF   | José María Higareda |     |
| 15    | DEF   | Octavio Becerril    |     |
| 3     | DEF   | Eduardo Vilches     |     |
| 2     | DEF   | Juan Ramón Jara     |     |
| 7     | MED   | Álex Aguinaga       |     |
| 8     | MED   | Alberto García Aspe |     |
| 11    | MED   | Felipe Malibrán     | 60' |
| 10    | MED   | Sergio Zárate       |     |
| 9     | DEL   | Ricardo Peláez      |     |
| 12    | DEL   | Luis Hernández      |     |
| D. T. | D. T. | Manuel Lapuente     |     |

| 1     | POR   | José Miguel               |  |
| 13    | DEF   | Francisco Gabriel de Anda |  |
| 4     | DEF   | Pedro Muñoz               |  |
| 5     | DEF   | José Guadalupe Rubio      |  |
| 23    | DEF   | Ricardo Wagner De Souza   |  |
| 16    | MED   | Nicolás Ramírez           |  |
| 6     | MED   | Miguel España             |  |
| 7     | MED   | Benjamín Galindo          |  |
| 10    | MED   | Héctor Adomaitis          |  |
| 18    | DEL   | Jared Borgetti            |  |
| 9     | DEL   | Gabriel Caballero         |  |
| D. T. | D. T. | Alfredo Tena              |  |

| 13 | Delantero | Edson Alvarado | 60' |

| 77' | Benjamín Galindo | 1:0 |

| 78' · 84' | Alberto García Aspe Ricardo Peláez |

| 31' · 66' | Miguel España Francisco Gabriel de Anda |

| Principal | Gilberto Alcalá |

| 1     | POR   | Nicolás Navarro     |     |
| 20    | DEF   | José María Higareda |     |
| 15    | DEF   | Octavio Becerril    |     |
| 3     | DEF   | Eduardo Vilches     |     |
| 2     | DEF   | Juan Ramón Jara     |     |
| 7     | MED   | Álex Aguinaga       |     |
| 8     | MED   | Alberto García Aspe |     |
| 11    | MED   | Felipe Malibrán     | 60' |
| 10    | MED   | Sergio Zárate       |     |
| 9     | DEL   | Ricardo Peláez      |     |
| 12    | DEL   | Luis Hernández      |     |
| D. T. | D. T. | Manuel Lapuente     |     |

| 1     | POR   | José Miguel               |  |
| 13    | DEF   | Francisco Gabriel de Anda |  |
| 4     | DEF   | Pedro Muñoz               |  |
| 5     | DEF   | José Guadalupe Rubio      |  |
| 23    | DEF   | Ricardo Wagner De Souza   |  |
| 16    | MED   | Nicolás Ramírez           |  |
| 6     | MED   | Miguel España             |  |
| 7     | MED   | Benjamín Galindo          |  |
| 10    | MED   | Héctor Adomaitis          |  |
| 18    | DEL   | Jared Borgetti            |  |
| 9     | DEL   | Gabriel Caballero         |  |
| D. T. | D. T. | Alfredo Tena              |  |

| 13 | Delantero | Edson Alvarado | 60' |

| 77' | Benjamín Galindo | 1:0 |

| 78' · 84' | Alberto García Aspe Ricardo Peláez |

| 31' · 66' | Miguel España Francisco Gabriel de Anda |

| Principal | Gilberto Alcalá |

#### Vuelta
| 1     | POR   | José Miguel               |     |
| 13    | DEF   | Francisco Gabriel de Anda |     |
| 4     | DEF   | Pedro Muñoz               |     |
| 5     | DEF   | José Guadalupe Rubio      | 61' |
| 23    | DEF   | Ricardo Wagner De Souza   |     |
| 16    | MED   | Nicolás Ramírez           |     |
| 6     | MED   | Miguel España             |     |
| 7     | MED   | Benjamín Galindo          | 88' |
| 10    | MED   | Héctor Adomaitis          | 85' |
| 18    | DEL   | Jared Borgetti            |     |
| 9     | DEL   | Gabriel Caballero         |     |
| D. T. | D. T. | Alfredo Tena              |     |

| 1     | POR   | Nicolás Navarro     |     |
| 20    | DEF   | José María Higareda | 85' |
| 15    | DEF   | Octavio Becerril    |     |
| 3     | DEF   | Eduardo Vilches     |     |
| 2     | DEF   | Juan Ramón Jara     |     |
| 14    | MED   | Gerardo Esquivel    | 46' |
| 7     | MED   | Álex Aguinaga       |     |
| 8     | MED   | Alberto García Aspe |     |
| 10    | DEL   | Sergio Zárate       |     |
| 9     | DEL   | Ricardo Peláez      |     |
| 12    | DEL   | Luis Hernández      |     |
| D. T. | D. T. | Manuel Lapuente     |     |

| 21 | Delantero      | Cristián Montecinos | 61' |
| 3  | Defensa        | Salvador Mariscal   | 85' |
| 15 | Centrocampista | Alberto García      | 88' |

| 13 | Delantero | Edson Alvarado  | 46' |
| 11 | Delantero | Felipe Malibrán | 85' |

| 35' · 37' · 62' · 82' | Francisco Gabriel de Anda Gabriel Caballero Jared Borgetti | 1:0 2:0 3:2 4:2 |

| 43' · 54' | Ricardo Peláez Luis Hernández | 2:1 2:2 |

| 29' · 77' · 88' | Pedro Muñoz José Miguel Alberto García |

| 49' · 72' · 77' | José María Higareda Alberto García Aspe Sergio Zárate |

| 82' | Sergio Zárate |

| Principal | Arturo Brizio |

| 1     | POR   | José Miguel               |     |
| 13    | DEF   | Francisco Gabriel de Anda |     |
| 4     | DEF   | Pedro Muñoz               |     |
| 5     | DEF   | José Guadalupe Rubio      | 61' |
| 23    | DEF   | Ricardo Wagner De Souza   |     |
| 16    | MED   | Nicolás Ramírez           |     |
| 6     | MED   | Miguel España             |     |
| 7     | MED   | Benjamín Galindo          | 88' |
| 10    | MED   | Héctor Adomaitis          | 85' |
| 18    | DEL   | Jared Borgetti            |     |
| 9     | DEL   | Gabriel Caballero         |     |
| D. T. | D. T. | Alfredo Tena              |     |

| 1     | POR   | Nicolás Navarro     |     |
| 20    | DEF   | José María Higareda | 85' |
| 15    | DEF   | Octavio Becerril    |     |
| 3     | DEF   | Eduardo Vilches     |     |
| 2     | DEF   | Juan Ramón Jara     |     |
| 14    | MED   | Gerardo Esquivel    | 46' |
| 7     | MED   | Álex Aguinaga       |     |
| 8     | MED   | Alberto García Aspe |     |
| 10    | DEL   | Sergio Zárate       |     |
| 9     | DEL   | Ricardo Peláez      |     |
| 12    | DEL   | Luis Hernández      |     |
| D. T. | D. T. | Manuel Lapuente     |     |

| 21 | Delantero      | Cristián Montecinos | 61' |
| 3  | Defensa        | Salvador Mariscal   | 85' |
| 15 | Centrocampista | Alberto García      | 88' |

| 13 | Delantero | Edson Alvarado  | 46' |
| 11 | Delantero | Felipe Malibrán | 85' |

| 35' · 37' · 62' · 82' | Francisco Gabriel de Anda Gabriel Caballero Jared Borgetti | 1:0 2:0 3:2 4:2 |

| 43' · 54' | Ricardo Peláez Luis Hernández | 2:1 2:2 |

| 29' · 77' · 88' | Pedro Muñoz José Miguel Alberto García |

| 49' · 72' · 77' | José María Higareda Alberto García Aspe Sergio Zárate |

| 82' | Sergio Zárate |

| Principal | Arturo Brizio |

| 1     | POR   | José Miguel               |     |
| 13    | DEF   | Francisco Gabriel de Anda |     |
| 4     | DEF   | Pedro Muñoz               |     |
| 5     | DEF   | José Guadalupe Rubio      | 61' |
| 23    | DEF   | Ricardo Wagner De Souza   |     |
| 16    | MED   | Nicolás Ramírez           |     |
| 6     | MED   | Miguel España             |     |
| 7     | MED   | Benjamín Galindo          | 88' |
| 10    | MED   | Héctor Adomaitis          | 85' |
| 18    | DEL   | Jared Borgetti            |     |
| 9     | DEL   | Gabriel Caballero         |     |
| D. T. | D. T. | Alfredo Tena              |     |

| 1     | POR   | Nicolás Navarro     |     |
| 20    | DEF   | José María Higareda | 85' |
| 15    | DEF   | Octavio Becerril    |     |
| 3     | DEF   | Eduardo Vilches     |     |
| 2     | DEF   | Juan Ramón Jara     |     |
| 14    | MED   | Gerardo Esquivel    | 46' |
| 7     | MED   | Álex Aguinaga       |     |
| 8     | MED   | Alberto García Aspe |     |
| 10    | DEL   | Sergio Zárate       |     |
| 9     | DEL   | Ricardo Peláez      |     |
| 12    | DEL   | Luis Hernández      |     |
| D. T. | D. T. | Manuel Lapuente     |     |

| 21 | Delantero      | Cristián Montecinos | 61' |
| 3  | Defensa        | Salvador Mariscal   | 85' |
| 15 | Centrocampista | Alberto García      | 88' |

| 13 | Delantero | Edson Alvarado  | 46' |
| 11 | Delantero | Felipe Malibrán | 85' |

| 35' · 37' · 62' · 82' | Francisco Gabriel de Anda Gabriel Caballero Jared Borgetti | 1:0 2:0 3:2 4:2 |

| 43' · 54' | Ricardo Peláez Luis Hernández | 2:1 2:2 |

| 29' · 77' · 88' | Pedro Muñoz José Miguel Alberto García |

| 49' · 72' · 77' | José María Higareda Alberto García Aspe Sergio Zárate |

| 82' | Sergio Zárate |

| Principal | Arturo Brizio |

| 1     | POR   | José Miguel               |     |
| 13    | DEF   | Francisco Gabriel de Anda |     |
| 4     | DEF   | Pedro Muñoz               |     |
| 5     | DEF   | José Guadalupe Rubio      | 61' |
| 23    | DEF   | Ricardo Wagner De Souza   |     |
| 16    | MED   | Nicolás Ramírez           |     |
| 6     | MED   | Miguel España             |     |
| 7     | MED   | Benjamín Galindo          | 88' |
| 10    | MED   | Héctor Adomaitis          | 85' |
| 18    | DEL   | Jared Borgetti            |     |
| 9     | DEL   | Gabriel Caballero         |     |
| D. T. | D. T. | Alfredo Tena              |     |

| 1     | POR   | Nicolás Navarro     |     |
| 20    | DEF   | José María Higareda | 85' |
| 15    | DEF   | Octavio Becerril    |     |
| 3     | DEF   | Eduardo Vilches     |     |
| 2     | DEF   | Juan Ramón Jara     |     |
| 14    | MED   | Gerardo Esquivel    | 46' |
| 7     | MED   | Álex Aguinaga       |     |
| 8     | MED   | Alberto García Aspe |     |
| 10    | DEL   | Sergio Zárate       |     |
| 9     | DEL   | Ricardo Peláez      |     |
| 12    | DEL   | Luis Hernández      |     |
| D. T. | D. T. | Manuel Lapuente     |     |

| 21 | Delantero      | Cristián Montecinos | 61' |
| 3  | Defensa        | Salvador Mariscal   | 85' |
| 15 | Centrocampista | Alberto García      | 88' |

| 13 | Delantero | Edson Alvarado  | 46' |
| 11 | Delantero | Felipe Malibrán | 85' |

| 35' · 37' · 62' · 82' | Francisco Gabriel de Anda Gabriel Caballero Jared Borgetti | 1:0 2:0 3:2 4:2 |

| 43' · 54' | Ricardo Peláez Luis Hernández | 2:1 2:2 |

| 29' · 77' · 88' | Pedro Muñoz José Miguel Alberto García |

| 49' · 72' · 77' | José María Higareda Alberto García Aspe Sergio Zárate |

| 82' | Sergio Zárate |

| Principal | Arturo Brizio |

## Goleadores
| Pos. | Jugador                | Club        | Goles | P.J. | Prom. |
| ---- | ---------------------- | ----------- | ----- | ---- | ----- |
| 1.º  | Carlos Muñoz Cobo      | Puebla      | 15    | 17   | 0.88  |
| 2.º  | Lorenzo Sáez           | Pachuca     | 13    | 15   | 0.87  |
| 2.º  | Gabriel García         | Guadalajara | 13    | 17   | 0.76  |
| 2.º  | Carlos Hermosillo      | Cruz Azul   | 13    | 17   | 0.76  |
| 4.º  | Luis Roberto Alves     | Atlante     | 10    | 15   | 0.67  |
| 4.º  | Nidelson               | Toros Neza  | 10    | 10   | 1     |
| 5.º  | Jared Borgetti         | Santos      | 9     | 17   | 0.53  |
| 6.º  | Luis García            | América     | 8     | 14   | 0.57  |
| 6.º  | Tita                   | León        | 8     | 14   | 0.57  |
| 6.º  | Marco Antonio Figueroa | Morelia     | 8     | 15   | 0.53  |
| 6.º  | Cristian Domizzi       | UNAM        | 8     | 17   | 0.47  |